# Jinshi (socken i Kina, Guangxi)
Jinshi (kinesiska: 金石乡, 金石) är en socken i Kina. Den ligger i den autonoma regionen Guangxi, i den södra delen av landet, omkring 380 kilometer nordost om regionhuvudstaden Nanning.
Genomsnittlig årsnederbörd är 2 418 millimeter. Den regnigaste månaden är juni, med i genomsnitt 468 mm nederbörd, och den torraste är oktober, med 56 mm nederbörd.